# Bellerive (Vaud)
Bellerive és un municipi de Suïssa del cantó de Vaud, situat al districte de Broye-Vully.